# Ludvig Fineman (läkare)
Carl Ludvig Fineman, född den 24 augusti 1826 i Stockholm, död den 9 april 1881 i Hudiksvall, var en svensk läkare. Han var far till Ludvig Fineman.
Fineman blev 1844 student vid Uppsala universitet, där han avlade medicine kandidatexamen 1849 och medicine licentiatexamen 1852. Han promoverades till medicine doktor sistnämnda år och blev kirurgie magister vid Karolinska institutet 1853. Fineman var extra provinsialläkare i Hudiksvalls distrikt 1853–1855 och ordinarie provinsialläkare där från 1855. Han blev riddare av Vasaorden 1877. Fineman vilar i en familjegrav på Uppsala gamla kyrkogård.